# Funiculaire de Vérone
Le funiculaire de Vérone est situé dans le quartier historique de Veronetta, à proximité immédiate du théâtre romain. Il a été conçu dans les années qui ont précédé la Première Guerre mondiale dans le but de valoriser les particularités touristiques de la zone du Castel San Pietro, mais il a été construit seulement à l'approche de la Seconde Guerre mondiale dans un contexte socio-économique profondément modifié, qui a conduit à sa fermeture dès 1944.
Après de nombreux plans et projets pour sa reprise, le funiculaire a été rouvert en juin 2017.

## Histoire
Les vicissitudes du funiculaire de Vérone sont étroitement liées à l'utilisation du complexe Castel San Pietro, situé dans une position panoramique sur la colline de la ville au nord de l'Adige.
Les premiers projets en ce sens remontent aux années 1930, époque où le complexe en question servait de siège à l'Académie des Beaux-Arts Gian Bettino Cignaroli, et pour l'atteindre il fallait un système de transport adapté, pouvant également être utilisé pour le trafic touristique qui était déjà florissant à cette époque.

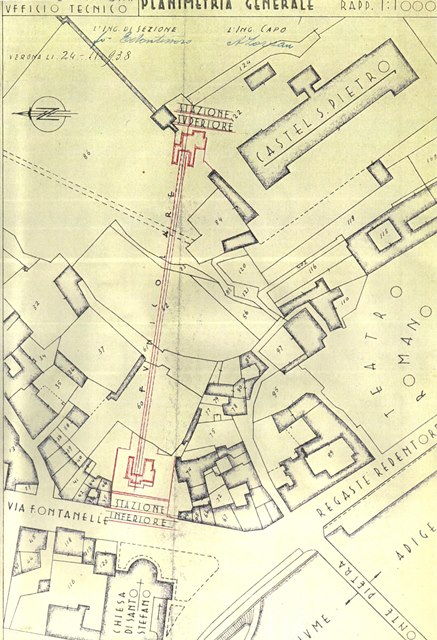
Plan d'époque

La construction du funiculaire a été approuvée par le conseil municipal le 1er juillet 1939 et la construction a été réalisée par l'entreprise fondée par l'ingénieur Tommaso Agudio.
L'inauguration a eu lieu le 4 novembre 1941, avec onze trajets quotidiens effectués de 8h30 à 18h30, suffisants pour les besoins de l'Académie Cignaroli et éventuellement augmentés en cas de besoin. Les tarifs aller simple étaient curieusement différenciés dans les deux sens et il restait un aller-retour ; les abonnements pour étudiants ont eu peu de succès commercial, signe que le trafic n'a pas atteint les niveaux escomptés.
L'avènement de la Seconde Guerre mondiale et les difficultés économiques qui en découlent ont causé la fermeture de l'installation en 1944 ; à la fin des hostilités, le changement d'utilisation du Castel San Pietro et l'absence de décollage d'une véritable fréquentation touristique ont conduit à ne pas rouvrir le site.

### Reconstruction
Diverses propositions de reconstruction du funiculaire se succèdent au cours des années 1980 et 1990, conduisant la Région Vénétie à allouer un budget dédié et l'AMT de Vérone à établir une étude préalable.
Dans les années 2000, la municipalité de Vérone, après de nouvelles analyses, a décidé de le rouvrir sous la forme d'un ascenseur incliné.
L'ouvrage, qui bénéficie d'un prêt d'environ 6 millions d'euros de la fondation CariVerona, nouveau propriétaire, est confié à la société Leitner.

## Caractéristiques
Le nouveau système, conçu comme un ascenseur incliné, comprend un autre arrêt intermédiaire desservant le musée archéologique du théâtre romain. La voie fait 6 mètres de large pour une longueur totale de 154 mètres, avec une dénivelée de 55 m. Le funiculaire compte une seule cabine de 25 passagers, pour une capacité de 600 passagers par heure (300 dans chaque direction).